# 葉茹加河
64°27′50″N 44°15′49″E / 64.46389°N 44.26361°E
葉茹加河是俄羅斯的河流，流经科米共和国和阿爾漢格爾斯克州，屬於皮涅加河的右支流，河道全長165公里，流域面積約2,850平方公里，河水主要來自融雪。